# Fernando Márquez Joya

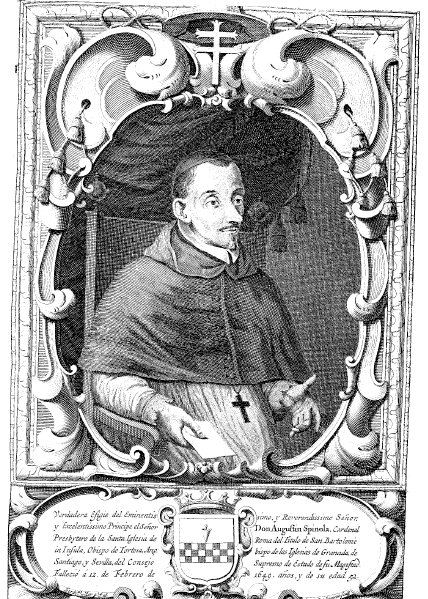
Retrato del cardenal Agustín Spínola; buril de William van der Gouwen sobre dibujo de Fernando Márquez Joya. Gabriel de Aranda, Inmortal memoria del ... Señor Don Agustín Spínola, impresa por Tomás López de Haro en Sevilla, 1683.

Fernando Márquez Joya fue un pintor barroco español activo en Sevilla, donde se le documenta entre 1668 y 1683. 
Avecindado en Sevilla y, según Ceán Bermúdez, seguidor de Murillo, de 1668 a 1672 asistió a la academia de los pintores sevillanos en la casa Lonja, a cuyo sostenimiento económico contribuyó.
Consta que en 1672 recibió en su taller a dos aprendices: Alonso de Arguela, de 11 años, cuyo padre había marchado a América, y Francisco Antonio, huérfano de 14 años, que «quería aprender el arte de pintor de imaginería». También pudo ser maestro de su sobrino, Esteban Marquez de Velasco, pintor de más fama.
Es suyo el retrato del cardenal Agustín Spínola, arzobispo de Sevilla (1597-1649), grabado por William van der Gouwen para la biografía del cardenal escrita por el jesuita Gabriel de Aranda, Inmortal memoria del ... Señor Don Agustín Spínola, impresa por Tomás López de Haro en Sevilla, en 1683.